# Формула-1 — Гран-прі Японії
Гран-прі Японії (яп. 日本グランプリ) — один із етапів чемпіонату світу з автогонок у класі Формула-1. У даний час проводиться на трасі Судзука в місті Судзука у Префектурі Міє в Японії.
Два перші Гран-прі Японії, які увійшли до заліку Чемпіонату світу з автоперегонів у класі Формула-1, проводились на трасі Фудзі, біля підніжжя гори Фудзі в Оямі в Префектурі Сідзуока, у 1976 і 1977. З 1978 по 1986 Гран-прі Японії не проводилось, а повернулось до календаря у 1987, і протягом 20 років проводилось на трасі Судзука. У 2007 Гран-прі Японії повернулося на Фудзі. З 2008, за угодою між Toyota і Honda (власники, відповідно, трас Фудзі і Судзуки), Гран-Прі мали проводитись по черзі (2008 — на Фудзі, 2009 — на Судзука і т. д.). Проте у липні 2009 року Toyota оголосила, що не проводитиме гонку на Фудзі в 2010 році через спад у світовій економіці. Тому з 2009 перегони проводяться на Судзуці.

## Переможці Гран-прі Японії

### Багаторазові переможці

#### Пілоти
Жирним шрифтом виділені пілоти, які беруть участь в поточному сезоні чемпіонату Формули-1.
Рожевим фоном вказані перегони, які не увійшли до заліку Чемпіонату Світу.
| Кількість перемог | Пілот             | Рік                                |
| ----------------- | ----------------- | ---------------------------------- |
| 6                 | Міхаель Шумахер   | 1995, 1997, 2000, 2001, 2002, 2004 |
| 5                 | Льюїс Гамільтон   | 2007, 2014, 2015, 2017, 2018       |
| 4                 | Себастьян Феттель | 2009, 2010, 2012, 2013             |
| 4                 | Макс Ферстаппен   | 2022, 2023, 2024, 2025             |
| 2                 | Йошиказу Сунако   | 1966, 1969                         |
| 2                 | Мотохару Куросава | 1969, 1973                         |
| 2                 | Герхард Бергер    | 1987, 1991                         |
| 2                 | Айртон Сенна      | 1988, 1993                         |
| 2                 | Деймон Гілл       | 1994, 1996                         |
| 2                 | Міка Хаккінен     | 1998, 1999                         |
| 2                 | Фернандо Алонсо   | 2006, 2008                         |

#### Конструктори
Жирним шрифтом виділені команди, які беруть участь в поточному сезоні чемпіонату Формули-1.
Рожевим фоном вказані перегони, які не увійшли до заліку Чемпіонату Світу.
| Кількість перемог | Конструктор | Рік                                                  |
| ----------------- | ----------- | ---------------------------------------------------- |
| 9                 | McLaren     | 1977, 1988, 1991, 1993, 1998, 1999, 2005, 2007, 2011 |
| 8                 | Red Bull    | 2009, 2010, 2012, 2013, 2022, 2023, 2024, 2025       |
| 7                 | Ferrari     | 1987, 1997, 2000, 2001, 2002, 2003, 2004             |
| 6                 | Mercedes    | 2014, 2015, 2016, 2017, 2018, 2019                   |
| 3                 | Benetton    | 1989, 1990, 1995                                     |
| 3                 | Williams    | 1992, 1994, 1996                                     |
| 2                 | Lotus       | 1963, 1976                                           |
| 2                 | Nissan      | 1968, 1969                                           |
| 2                 | March       | 1973, 1975                                           |
| 2                 | Renault     | 2006, 2008                                           |

### По роках

Фудзі, яка використовувалася в 2007 і 2008

Фудзі, яка використовувалася в 1976 і 1977

Рожевим фоном вказані перегони, які не увійшли до заліку Чемпіонату Світу.
| 2025        | Макс Ферстаппен                        | Ред Булл - Хонда RBPT                  | Судзука                                | Звіт                                   |                                        |                                        |
| 2024        | Макс Ферстаппен                        | Ред Булл - Хонда RBPT                  | Судзука                                | Звіт                                   |                                        |                                        |
| 2023        | Макс Ферстаппен                        | Ред Булл - Хонда RBPT                  | Судзука                                | Звіт                                   |                                        |                                        |
| 2022        | Макс Ферстаппен                        | Red Bull-RBPT                          | Судзука                                | Звіт                                   |                                        |                                        |
| 2021 – 2020 | Не проводилося через COVID-19 pandemic | Не проводилося через COVID-19 pandemic | Не проводилося через COVID-19 pandemic | Не проводилося через COVID-19 pandemic | Не проводилося через COVID-19 pandemic | Не проводилося через COVID-19 pandemic |
| 2019        | Вальттері Боттас                       | Mercedes                               | Судзука                                | Звіт                                   |                                        |                                        |
| 2018        | Льюїс Гамільтон                        | Mercedes                               | Судзука                                | Звіт                                   |                                        |                                        |
| 2017        | Льюїс Гамільтон                        | Mercedes                               | Судзука                                | Звіт                                   |                                        |                                        |
| 2016        | Ніко Росберг                           | Mercedes                               | Судзука                                | Звіт                                   |                                        |                                        |
| 2015        | Льюїс Гамільтон                        | Mercedes                               | Судзука                                | Звіт                                   |                                        |                                        |
| 2014        | Льюїс Гамільтон                        | Mercedes                               | Судзука                                | Звіт                                   |                                        |                                        |
| 2013        | Себастьян Феттель                      | Red Bull-Renault                       | Судзука                                | Звіт                                   |                                        |                                        |
| 2012        | Себастьян Феттель                      | Red Bull-Renault                       | Судзука                                | Звіт                                   |                                        |                                        |
| 2011        | Дженсон Баттон                         | McLaren-Mercedes                       | Судзука                                | Звіт                                   |                                        |                                        |
| 2010        | Себастьян Феттель                      | Red Bull-Renault                       | Судзука                                | Звіт                                   |                                        |                                        |
| 2009        | Себастьян Феттель                      | Red Bull-Renault                       | Судзука                                | Звіт                                   |                                        |                                        |
| 2008        | Фернандо Алонсо                        | Renault                                | Фудзі                                  | Звіт                                   |                                        |                                        |
| 2007        | Льюїс Гамільтон                        | McLaren-Mercedes                       | Фудзі                                  | Звіт                                   |                                        |                                        |
| 2006        | Фернандо Алонсо                        | Renault                                | Судзука                                | Звіт                                   |                                        |                                        |
| 2005        | Кімі Ряйкконен                         | McLaren-Mercedes                       | Судзука                                | Звіт                                   |                                        |                                        |
| 2004        | Міхаель Шумахер                        | Ferrari                                | Судзука                                | Звіт                                   |                                        |                                        |
| 2003        | Рубенс Барікелло                       | Ferrari                                | Судзука                                | Звіт                                   |                                        |                                        |
| 2002        | Міхаель Шумахер                        | Ferrari                                | Судзука                                | Звіт                                   |                                        |                                        |
| 2001        | Міхаель Шумахер                        | Ferrari                                | Судзука                                | Звіт                                   |                                        |                                        |
| 2000        | Міхаель Шумахер                        | Ferrari                                | Судзука                                | Звіт                                   |                                        |                                        |
| 1999        | Міка Хаккінен                          | McLaren-Mercedes                       | Судзука                                | Звіт                                   |                                        |                                        |
| 1998        | Міка Хаккінен                          | McLaren-Mercedes                       | Судзука                                | Звіт                                   |                                        |                                        |
| 1997        | Міхаель Шумахер                        | Ferrari                                | Судзука                                | Звіт                                   |                                        |                                        |
| 1996        | Деймон Гілл                            | Williams-Renault                       | Судзука                                | Звіт                                   |                                        |                                        |
| 1995        | Міхаель Шумахер                        | Benetton-Renault                       | Судзука                                | Звіт                                   |                                        |                                        |
| 1994        | Деймон Гілл                            | Williams-Renault                       | Судзука                                | Звіт                                   |                                        |                                        |
| 1993        | Айртон Сенна                           | McLaren-Ford                           | Судзука                                | Звіт                                   |                                        |                                        |
| 1992        | Ріккардо Патрезе                       | Williams-Renault                       | Судзука                                | Звіт                                   |                                        |                                        |
| 1991        | Герхард Бергер                         | McLaren-Honda                          | Судзука                                | Звіт                                   |                                        |                                        |
| 1990        | Нельсон Піке                           | Benetton-Ford                          | Судзука                                | Звіт                                   |                                        |                                        |
| 1989        | Алессандро Нанніні                     | Benetton-Ford                          | Судзука                                | Звіт                                   |                                        |                                        |
| 1988        | Айртон Сенна                           | McLaren-Honda                          | Судзука                                | Звіт                                   |                                        |                                        |
| 1987        | Герхард Бергер                         | Ferrari                                | Судзука                                | Звіт                                   |                                        |                                        |
| 1986 – 1978 | Не проводився                          | Не проводився                          | Не проводився                          | Не проводився                          |                                        |                                        |
| 1977        | Джеймс Гант                            | McLaren-Ford                           | Фудзі                                  | Звіт                                   |                                        |                                        |
| 1976        | Маріо Андретті                         | Lotus-Ford                             | Фудзі                                  | Звіт                                   |                                        |                                        |
| 1975        | Масахіро Хасемі                        | March                                  | Фудзі                                  | Звіт                                   |                                        |                                        |
| 1974        | Не проводився                          | Не проводився                          | Не проводився                          | Не проводився                          |                                        |                                        |
| 1973        | Мотохару Куросава                      | March                                  | Фудзі                                  | Звіт                                   |                                        |                                        |
| 1972        | Джон Сертіс                            | Surtees                                | Фудзі                                  | Звіт                                   |                                        |                                        |
| 1971        | Куніомі Нагамацу                       | Mitsubishi                             | Фудзі                                  | Звіт                                   |                                        |                                        |
| 1970        | Не проводився                          | Не проводився                          | Не проводився                          | Не проводився                          |                                        |                                        |
| 1969        | Мотохару Куросава                      | Nissan                                 | Фудзі                                  | Звіт                                   |                                        |                                        |
| 1968        | Мото Кітано                            | Nissan                                 | Фудзі                                  | Звіт                                   |                                        |                                        |
| 1967        | Тецу Ікузава                           | Porsche                                | Фудзі                                  | Звіт                                   |                                        |                                        |
| 1966        | Йошіказу Сунако                        | Prince                                 | Фудзі                                  | Звіт                                   |                                        |                                        |
| 1965        | Не проводився                          | Не проводився                          | Не проводився                          | Не проводився                          |                                        |                                        |
| 1964        | Майкл Найт                             | Brabham                                | Судзука                                | Звіт                                   |                                        |                                        |
| 1963        | Пітер Уорр                             | Lotus-Cosworth                         | Судзука                                | Звіт                                   |                                        |                                        |